# 瀋陽皇城恒隆広場
瀋陽皇城恒隆広場（しんようこうじょうこうりゅうひろば、パレス66、中国語: 沈阳皇城恒隆广场、英語: Palace 66）は、中華人民共和国遼寧省瀋陽市瀋河区中傑路に位置する複合商業施設である。

## 概要
2005年9月、瀋陽市規劃和国土資源局と「国有土地利用権譲渡契約」を締結した。
2006年、瀋陽市人民政府と建設契約を結び、恒隆地産を保護するという理由から、恒隆地産に対し1階建てにするよう要求した。また、既に上海市にある港匯広場（現：港匯恒隆広場）を標準位置としていたが、後に開発戦略を変更し、建物の標準を上海恒隆広場と同じレベルに配置した。しかし、プロジェクトが開始された後、恒隆地産はまだ瀋陽市に自信を持っており、2007年6月12日に遼寧省と瀋陽市によりグランドハイアット香港ホテルで開催されたプロジェクト推進会議「北東地域金融センターの建設」にて、恒隆地産の会長・陳啓宗は「優先的な方針、そして周囲の都市への360度の放射能力が瀋陽を投資のための最も適切な都市にする」と述べた。
コーン・ペダーセン・フォックスによる建築とP&Tグループによるプロジェクトによって設計された。2010年6月26日、正式にオープンした。
地上4階および地下1階であり、総建築面積は109,307 m2である。
国際ショッピングセンター協会が主催する2011年アジアパシフィックショッピングセンターアワードで「新しい商業小売不動産プロジェクト 革新的なデザインと開発カテゴリーシルバーアワード」を受賞した。

## アクセス
- 地下鉄：瀋陽地下鉄・1号線中街駅B2出口